# Квакиутл (язык)
Квакиутл (Kwagiutl, Kwak’wala) — язык североамериканских индейцев квакиутл, обитающих на северо-востоке острова Ванкувер и прилегающем побережье Канады (провинция Британская Колумбия).
Язык длительное время изучался Францем Боасом.

## Классификация
Квакиутл — один из языков индейцев Северной Америки, принадлежащий к северо-вакашской ветви вакашской семьи (куда входят всего 6 языков).
Эдвард Кёртис утверждал, что термин «квакиутль» в самом широком смысле применяется для обозначения родственных племен, обитающих на побережье Британской Колумбии между 50 и 54 параллелями. Язык этих племён образует ветвь вакашанской языковой семьи. Взаимодействию с внутренними атабаскскими племенами препятствуют горные барьеры.
В языке выделяют четыре диалекта.

## Социолингвистическая информация
Число носителей в настоящее время составляет около 250 человек. Основное число говорящих — пожилого возраста. Язык был сильно вытеснен английским и имеет положение исчезающего. Однако в последние годы молодые представители народа работают над сохранением языка своих предков: создаются ресурсы  для желающих изучать культуру и язык индейцев квакиутл. Квакиутл может использоваться в ходе религиозных церемоний и во время похорон.

## Письменность
В настоящее время для записи языка квакиутль используется вариант латинского алфавита, разработанный культурным обществом «U’mista».
Алфавит имеет следующий вид: A a, A̱ a̱, B b, D d, Dł dł, Dz Dz, E e, G g, Gw gw, Ǥ ǥ, Ǥw ǥw, H h, I i, K k, Kw kw, K̓ k̓, K̓w k̓w, Ḵ ḵ, Ḵw ḵw, Ḵ̓ ḵ̓, Ḵ̓w ḵ̓w, L l, Ł ł, M m, N n, O o, P p, P̓ p̓, S s, T t, T̕ t̕, Ts ts, T̕s t̕s, Tł tł, T̕ł t̕ł, U u, W w, X x, Xw xw, X̱ x̱, X̱w x̱w, Y y, '.

## Типологическая характеристика

### Тип (степень свободы) выражения грамматических значений
Квакиутл относится к языкам полисинтетического типа. К основе, которая изначально не обладает категориальностью, присоединяются аффиксы. Любая основа, принимая предикативный аффикс, становится глаголом, а любой «глагол» с соответствующим показателем может оказаться существительным. Инкорпорироваться могут разные члены предложения с различными семантическими ролями:
- abəls «яблоко» — abəls-ga «есть яблоко»;
- əli’was «ель» — ali’wadzəm «что-то, сделанное из ели» — ali’wadzəgwis «ель на пляже»;
- ale «искать кого-то или что-то» — ale-gəliłəla «искать что-то в доме»;
- alaxwa «игра Lahal (игра в кости)» — alaxwa-tł-ən «я собираюсь играть в кости» (tł — показатель будущего времени, ən — личное местоимение 1-го лица в субъективе).

Атрибутивные отношения также выражаются присоединением элементов с определённым значением к основе:
- gukw «дом» — gukw-bidu' «маленький дом»; busi «кот» — busi-bidu' «котёнок».

Пример глагольной формы с инкорпорированным объектом и инструментом:
- məi-xʲʔid-aq-s «он ударил его этим» (xʲʔid — показатель прошедшего времени, aq — ObjSingP3, s — показатель творительного падежа).

### Характер границ между морфемами
Квакиутл — язык агглютинативного типа. Для выражения различных грамматических значений служат различные аффиксы, которые следуют друг за другом и имеют чёткие межморфемные границы:
- duqwəla’m-as? «Ты видишь?»;
- duqwəla’m-as-iX? «Ты видишь это-твоё?»;
- dzaəlxw’i «бегать» — dzəlxwa-tł-ən «Я буду бегать» (бегать-Fut-NomSingP1).

Примеры выражения лица субъекта, выполняющего действие:
- dənXəl-ə «петь» — dənXəl-ən «я пою» (петь-NomSingP1) — dənXəl-ux̱w «он\она поёт» (петь-NomSingP3) — dənXəl-as «ты поёшь» (петь-NomSingP2).
- t’sikw-a «есть тушёных моллюсков» — t’sikwa-tł-ən «Я собираюсь есть тушёных моллюсков (есть тушёных моллюсков-Fut-NomSingP1)» — t’sikwa-tł-ə-nts «Мы с тобой собираемся есть тушёных моллюсков (есть тушёных моллюсков-Fut-NomInc)» — t’sikwa-tł-ə-nu’Xw «Мы без тебя собираемся есть тушёных моллюсков (есть тушёных моллюсков-Fut-NomExc)».

### Тип маркирования
В именной группе — вершинное
- həbəsəm «волосатое лицо» — həbəsəm-ən umpeX «у моего отца волосатое лицо»; посессивный показатель ən на вершине;
- gigi «зубы» — gigi-yasa babagwəm «зубы мальчика»; показатель согласования на вершине.

В предикации — вершинное
- k’adayu «карандаш», kuXw-'id-uXwa-Xa k’adayu «Он сломал этот карандаш (здесь, на виду)», xa — показатель объектива, uXw — 3-го лица, 'id — прошедшего времени; все показатели выражены в глагольной словоформе, зависимое слово не изменяется;

- tiX’alił-ən k’wa’sta «Моя чашка упала на пол (зависимое слово «чашка» не несёт никаких показателей, маркирована вершина)».

### Тип ролевой кодировки в предикации
В языке квакиутл представлен аккузативный тип ролевой кодировки.
- Единственный актант агентивного одноместного глагола оформляется субъектным падежом: dzəlxwa-tł-ən «Я буду бегать» (показатель — ən).
- Единственный актант пациентивного одноместного глагола оформляется субъектным падежом: yəlkw-ən «Я поранился» (показатель — ən).
- Актанты двухместного глагола: məi-xʲʔid-ən-la-xa gʲənanəm «Я бью ребёнка» (бить-Perf-Nom1PSing-Obj), ən — показатель субъектного падежа, xa — объектного.

### Порядок слов
Базовым порядком слов в языке квакиутл являются порядок Verb—Subject—Object (VSO).
Например, xwas-’id-i-q-s «Он ударил его этим», элемент i указывает на 3е лицо, q — суффикс со значением Obj3P, s — тв. п.

## Языковые особенности

### Фонология

#### Гласные
Точки зрения по поводу состава гласных фонем языка квакиутль могут различаться; так, Ф. Боас в одной из своих работ упоминает, что пары звуков e, i и o, u могут являться вариантами одной фонемы. В языке могут встречаться долгие и краткие гласные, однако это, скорее всего, не является фонологическим противопоставлением. Наиболее распространенным является мнение, что в языке имеется 6 гласных фонем.
| подъем \ ряд | передний | средний | задний |
| ------------ | -------- | ------- | ------ |
| верхний      | i        |         | u      |
| средний      | e        | ə       | o      |
| нижний       |          | a       |        |

#### Согласные
В языке квакиутл имеется обширный фонемный набор в области согласных — 42 согласные фонемы. Характерно наличие латеральных и глоттализованных согласных (в таблице ниже они отмечены знаком '), причём глоттализованными могут быть согласные разных мест артикуляции (см. табл. ниже). Согласные велярного ряда противопоставлены по признакам палатализации и лабиализации. Для большинства глухих согласных характерна придыхательность.
|                       | билабиальные | альвеолярные | велярные палатализованные | велярные лабиализованные | увулярные | увулярные лабиализованные | глоттальные |
| --------------------- | ------------ | ------------ | ------------------------- | ------------------------ | --------- | ------------------------- | ----------- |
| взрывные              | b p p’       | d t t’       | gʲ kʲ kʲ’                 | ɡʷ kʷ kʷ’                | q ɢ q’    | qʷ ɢʷ qʷ’                 | ʔ           |
| носовые               | m m’         | n n’         |                           |                          |           |                           |             |
| фрикативные           |              | s            | xʲ                        | xʷ                       | χ         | χʷ                        | h           |
| боковые фрикативные   |              | ɬ            |                           |                          |           |                           |             |
| аффрикаты             |              | dz ts ts’    |                           |                          |           |                           |             |
| боковые аффрикаты     |              | dɬ tɬ tɬ’    |                           |                          |           |                           |             |
| аппроксиманты         |              |              | j j’                      | w w’                     |           |                           |             |
| боковые аппроксиманты |              | l l’         |                           |                          |           |                           |             |

Стечения согласных согласных в начале слова не встречаются. Основа слова, как правило, имеет структуру согласный—гласный—согласный, хотя возможно отсутствие как конечного, так и начального согласных.

### Морфосинтаксические особенности
Отсутствуют приставки. Словообразование — суффиксальное, причём суффиксы очень разнообразны и многочисленны. Характерная черта — обилие локативных суффиксов, которые могут выражать те же значения, что и предлогами и наречиями места в русском языке. К тому же, они могут иметь более специфические локативные значения, как например «на скалах, в воде, в доме» и т. д., и значения, указывающие на место на теле: «на руке, на груди, в теле». Например: w’un «прятаться» — w’un’-i «прятаться в доме» — w’un’-a «прятаться на скале». Есть группа суффиксов, выражающих источник знания и уверенность в нём: например, «по слухам; видел во сне; очевидно» и т. д. Некоторые суффиксы выражают эмоциональное отношение: удивление, желание и т. п. Примеры: as — локативный суффикс: dənXəl-a «петь» — dənXəl’-as «место для пения» — qas-i «гулять» — qaj-as «место для прогулок».
Для оформления синтаксических отношений также используются суффиксы.
Некоторые суффиксы при присоединении к слову никак не изменяют конечный согласный основы, разве что чисто фонетически (это суффиксы, выражающие значение времени, наклонения и местоименные суффиксы), но некоторые другие присоединяются к слову, которое теряет все свои словообразующие суффиксы, и мы наблюдаем кажущуюся апокопу, тогда как, на самом деле, основа полностью избавляется от старых суффиксов. В то же время суффикс может изменять конечный согласный основы: напр: bəgwanəm «мужчина» (основа слова — bəgw-) — bəq-us «мужчина в лесах».
Характерной чертой в морфологии является редупликация основ (или даже трипликация), напр: bəgwanəm «мужчина» (основа слова — bəgw-) — ba-bagwəm «мальчик» — ba-bə-bagwəm «мальчики».
Падежи — субъектный, объектный, творительный и посессив — выражаются посредством присоединения соответствующих суффиксов к предшествующему слову. В языке сильно выражена склонность к определению каждого действия или предмета по отношению к участникам беседы. Эти отношения выражаются личными, указательными и притяжательными местоимениями. Личные местоимения инкорпорируются в глагол и указывают на человека, производящего действие (или над которым оно производится — того, о ком говорится), говорящего и адресата, указательные — на место действия или местонахождение предмета: около говорящего, около адресата или около человека, о котором говорят. Множественное число 1-го лица имеют субкатегорию клюзивности: «я с тобой» — инклюзив, «я с ним (без тебя)» — эксклюзив. Множественное число 2-го и го лиц выражается одинаково, элементом xʲdaʔxʷ . Некоторые примеры: NomSingP1 выражается суффиксом ən, NomSingP2 — əs, NomInc («мы с тобой») — nts, NomExc («мы без тебя») — nuʔX, LocSingP1 — gʲaxən.
Синтаксические отношение выражаются порядком слов. Конструкция предложения: глагол и инкорпорированные в него местоимения, далее идут существительные.

### Лексика
В языке квакиутл есть любопытные формы со сложным значением: xwibətəwe' «свистеть, проходя мимо», hə'məlagətəwe' «есть, проходя мимо», 'niku’səla «передавать информацию от одного человека другому, который передает следующему» и т. п.
Также широко представлена лексика, связанная с природными объектами: əkəla «рыба, выпрыгивающая из воды», Xwatłə «резать рыбу», həm’yinuXw «кто-то, кто хорош в сборе ягод» и др.